# Venelin Alaikov
Venelin Georgiev Alaikov, cir. Венели́н Георгиев Ала́йков (Šumen, 18 febbraio 1933 – Sofia, 13 febbraio 2007), è stato un compositore di scacchi bulgaro.
Pubblicò il suo primo problema di scacchi all'età di 14 anni sulla rivista Sedmitschen rebus, dopodiché non ha più composto fino al 1963, quando ha incontrato Petko Petkov. Da lui apprese molte nozioni sulla composizione di problemi e da allora ha pubblicato più di 1 300 problemi di tutti i tipi, ad eccezione degli studi e della retroanalisi. Ha ottenuto i più grandi successi negli aiutomatti e nei Fairy
Nel 1977 la FIDE lo nominò Giudice internazionale della composizione e nel 1993 Grande Maestro della composizione.
Dal 1993 al 2004 è stato redattore della sezione problemi della rivista bulgara Shakhmatna Misl.
|   | a | b | c | d | e | f | g | h |   |
| 8 | c8 torre del nero · b7 donna del bianco · c7 cavallo del nero · c6 pedone del nero · a5 alfiere del nero · f5 cavallo del bianco · a4 alfiere del nero · c4 re del nero · d4 pedone del bianco · e4 alfiere del bianco · a3 alfiere del bianco · e3 pedone del bianco · a2 re del bianco · b2 pedone del bianco · c2 cavallo del bianco · h2 donna del nero | c8 torre del nero · b7 donna del bianco · c7 cavallo del nero · c6 pedone del nero · a5 alfiere del nero · f5 cavallo del bianco · a4 alfiere del nero · c4 re del nero · d4 pedone del bianco · e4 alfiere del bianco · a3 alfiere del bianco · e3 pedone del bianco · a2 re del bianco · b2 pedone del bianco · c2 cavallo del bianco · h2 donna del nero | c8 torre del nero · b7 donna del bianco · c7 cavallo del nero · c6 pedone del nero · a5 alfiere del nero · f5 cavallo del bianco · a4 alfiere del nero · c4 re del nero · d4 pedone del bianco · e4 alfiere del bianco · a3 alfiere del bianco · e3 pedone del bianco · a2 re del bianco · b2 pedone del bianco · c2 cavallo del bianco · h2 donna del nero | c8 torre del nero · b7 donna del bianco · c7 cavallo del nero · c6 pedone del nero · a5 alfiere del nero · f5 cavallo del bianco · a4 alfiere del nero · c4 re del nero · d4 pedone del bianco · e4 alfiere del bianco · a3 alfiere del bianco · e3 pedone del bianco · a2 re del bianco · b2 pedone del bianco · c2 cavallo del bianco · h2 donna del nero | c8 torre del nero · b7 donna del bianco · c7 cavallo del nero · c6 pedone del nero · a5 alfiere del nero · f5 cavallo del bianco · a4 alfiere del nero · c4 re del nero · d4 pedone del bianco · e4 alfiere del bianco · a3 alfiere del bianco · e3 pedone del bianco · a2 re del bianco · b2 pedone del bianco · c2 cavallo del bianco · h2 donna del nero | c8 torre del nero · b7 donna del bianco · c7 cavallo del nero · c6 pedone del nero · a5 alfiere del nero · f5 cavallo del bianco · a4 alfiere del nero · c4 re del nero · d4 pedone del bianco · e4 alfiere del bianco · a3 alfiere del bianco · e3 pedone del bianco · a2 re del bianco · b2 pedone del bianco · c2 cavallo del bianco · h2 donna del nero | c8 torre del nero · b7 donna del bianco · c7 cavallo del nero · c6 pedone del nero · a5 alfiere del nero · f5 cavallo del bianco · a4 alfiere del nero · c4 re del nero · d4 pedone del bianco · e4 alfiere del bianco · a3 alfiere del bianco · e3 pedone del bianco · a2 re del bianco · b2 pedone del bianco · c2 cavallo del bianco · h2 donna del nero | c8 torre del nero · b7 donna del bianco · c7 cavallo del nero · c6 pedone del nero · a5 alfiere del nero · f5 cavallo del bianco · a4 alfiere del nero · c4 re del nero · d4 pedone del bianco · e4 alfiere del bianco · a3 alfiere del bianco · e3 pedone del bianco · a2 re del bianco · b2 pedone del bianco · c2 cavallo del bianco · h2 donna del nero | 8 |
| 7 | c8 torre del nero · b7 donna del bianco · c7 cavallo del nero · c6 pedone del nero · a5 alfiere del nero · f5 cavallo del bianco · a4 alfiere del nero · c4 re del nero · d4 pedone del bianco · e4 alfiere del bianco · a3 alfiere del bianco · e3 pedone del bianco · a2 re del bianco · b2 pedone del bianco · c2 cavallo del bianco · h2 donna del nero | c8 torre del nero · b7 donna del bianco · c7 cavallo del nero · c6 pedone del nero · a5 alfiere del nero · f5 cavallo del bianco · a4 alfiere del nero · c4 re del nero · d4 pedone del bianco · e4 alfiere del bianco · a3 alfiere del bianco · e3 pedone del bianco · a2 re del bianco · b2 pedone del bianco · c2 cavallo del bianco · h2 donna del nero | c8 torre del nero · b7 donna del bianco · c7 cavallo del nero · c6 pedone del nero · a5 alfiere del nero · f5 cavallo del bianco · a4 alfiere del nero · c4 re del nero · d4 pedone del bianco · e4 alfiere del bianco · a3 alfiere del bianco · e3 pedone del bianco · a2 re del bianco · b2 pedone del bianco · c2 cavallo del bianco · h2 donna del nero | c8 torre del nero · b7 donna del bianco · c7 cavallo del nero · c6 pedone del nero · a5 alfiere del nero · f5 cavallo del bianco · a4 alfiere del nero · c4 re del nero · d4 pedone del bianco · e4 alfiere del bianco · a3 alfiere del bianco · e3 pedone del bianco · a2 re del bianco · b2 pedone del bianco · c2 cavallo del bianco · h2 donna del nero | c8 torre del nero · b7 donna del bianco · c7 cavallo del nero · c6 pedone del nero · a5 alfiere del nero · f5 cavallo del bianco · a4 alfiere del nero · c4 re del nero · d4 pedone del bianco · e4 alfiere del bianco · a3 alfiere del bianco · e3 pedone del bianco · a2 re del bianco · b2 pedone del bianco · c2 cavallo del bianco · h2 donna del nero | c8 torre del nero · b7 donna del bianco · c7 cavallo del nero · c6 pedone del nero · a5 alfiere del nero · f5 cavallo del bianco · a4 alfiere del nero · c4 re del nero · d4 pedone del bianco · e4 alfiere del bianco · a3 alfiere del bianco · e3 pedone del bianco · a2 re del bianco · b2 pedone del bianco · c2 cavallo del bianco · h2 donna del nero | c8 torre del nero · b7 donna del bianco · c7 cavallo del nero · c6 pedone del nero · a5 alfiere del nero · f5 cavallo del bianco · a4 alfiere del nero · c4 re del nero · d4 pedone del bianco · e4 alfiere del bianco · a3 alfiere del bianco · e3 pedone del bianco · a2 re del bianco · b2 pedone del bianco · c2 cavallo del bianco · h2 donna del nero | c8 torre del nero · b7 donna del bianco · c7 cavallo del nero · c6 pedone del nero · a5 alfiere del nero · f5 cavallo del bianco · a4 alfiere del nero · c4 re del nero · d4 pedone del bianco · e4 alfiere del bianco · a3 alfiere del bianco · e3 pedone del bianco · a2 re del bianco · b2 pedone del bianco · c2 cavallo del bianco · h2 donna del nero | 7 |
| 6 | c8 torre del nero · b7 donna del bianco · c7 cavallo del nero · c6 pedone del nero · a5 alfiere del nero · f5 cavallo del bianco · a4 alfiere del nero · c4 re del nero · d4 pedone del bianco · e4 alfiere del bianco · a3 alfiere del bianco · e3 pedone del bianco · a2 re del bianco · b2 pedone del bianco · c2 cavallo del bianco · h2 donna del nero | c8 torre del nero · b7 donna del bianco · c7 cavallo del nero · c6 pedone del nero · a5 alfiere del nero · f5 cavallo del bianco · a4 alfiere del nero · c4 re del nero · d4 pedone del bianco · e4 alfiere del bianco · a3 alfiere del bianco · e3 pedone del bianco · a2 re del bianco · b2 pedone del bianco · c2 cavallo del bianco · h2 donna del nero | c8 torre del nero · b7 donna del bianco · c7 cavallo del nero · c6 pedone del nero · a5 alfiere del nero · f5 cavallo del bianco · a4 alfiere del nero · c4 re del nero · d4 pedone del bianco · e4 alfiere del bianco · a3 alfiere del bianco · e3 pedone del bianco · a2 re del bianco · b2 pedone del bianco · c2 cavallo del bianco · h2 donna del nero | c8 torre del nero · b7 donna del bianco · c7 cavallo del nero · c6 pedone del nero · a5 alfiere del nero · f5 cavallo del bianco · a4 alfiere del nero · c4 re del nero · d4 pedone del bianco · e4 alfiere del bianco · a3 alfiere del bianco · e3 pedone del bianco · a2 re del bianco · b2 pedone del bianco · c2 cavallo del bianco · h2 donna del nero | c8 torre del nero · b7 donna del bianco · c7 cavallo del nero · c6 pedone del nero · a5 alfiere del nero · f5 cavallo del bianco · a4 alfiere del nero · c4 re del nero · d4 pedone del bianco · e4 alfiere del bianco · a3 alfiere del bianco · e3 pedone del bianco · a2 re del bianco · b2 pedone del bianco · c2 cavallo del bianco · h2 donna del nero | c8 torre del nero · b7 donna del bianco · c7 cavallo del nero · c6 pedone del nero · a5 alfiere del nero · f5 cavallo del bianco · a4 alfiere del nero · c4 re del nero · d4 pedone del bianco · e4 alfiere del bianco · a3 alfiere del bianco · e3 pedone del bianco · a2 re del bianco · b2 pedone del bianco · c2 cavallo del bianco · h2 donna del nero | c8 torre del nero · b7 donna del bianco · c7 cavallo del nero · c6 pedone del nero · a5 alfiere del nero · f5 cavallo del bianco · a4 alfiere del nero · c4 re del nero · d4 pedone del bianco · e4 alfiere del bianco · a3 alfiere del bianco · e3 pedone del bianco · a2 re del bianco · b2 pedone del bianco · c2 cavallo del bianco · h2 donna del nero | c8 torre del nero · b7 donna del bianco · c7 cavallo del nero · c6 pedone del nero · a5 alfiere del nero · f5 cavallo del bianco · a4 alfiere del nero · c4 re del nero · d4 pedone del bianco · e4 alfiere del bianco · a3 alfiere del bianco · e3 pedone del bianco · a2 re del bianco · b2 pedone del bianco · c2 cavallo del bianco · h2 donna del nero | 6 |
| 5 | c8 torre del nero · b7 donna del bianco · c7 cavallo del nero · c6 pedone del nero · a5 alfiere del nero · f5 cavallo del bianco · a4 alfiere del nero · c4 re del nero · d4 pedone del bianco · e4 alfiere del bianco · a3 alfiere del bianco · e3 pedone del bianco · a2 re del bianco · b2 pedone del bianco · c2 cavallo del bianco · h2 donna del nero | c8 torre del nero · b7 donna del bianco · c7 cavallo del nero · c6 pedone del nero · a5 alfiere del nero · f5 cavallo del bianco · a4 alfiere del nero · c4 re del nero · d4 pedone del bianco · e4 alfiere del bianco · a3 alfiere del bianco · e3 pedone del bianco · a2 re del bianco · b2 pedone del bianco · c2 cavallo del bianco · h2 donna del nero | c8 torre del nero · b7 donna del bianco · c7 cavallo del nero · c6 pedone del nero · a5 alfiere del nero · f5 cavallo del bianco · a4 alfiere del nero · c4 re del nero · d4 pedone del bianco · e4 alfiere del bianco · a3 alfiere del bianco · e3 pedone del bianco · a2 re del bianco · b2 pedone del bianco · c2 cavallo del bianco · h2 donna del nero | c8 torre del nero · b7 donna del bianco · c7 cavallo del nero · c6 pedone del nero · a5 alfiere del nero · f5 cavallo del bianco · a4 alfiere del nero · c4 re del nero · d4 pedone del bianco · e4 alfiere del bianco · a3 alfiere del bianco · e3 pedone del bianco · a2 re del bianco · b2 pedone del bianco · c2 cavallo del bianco · h2 donna del nero | c8 torre del nero · b7 donna del bianco · c7 cavallo del nero · c6 pedone del nero · a5 alfiere del nero · f5 cavallo del bianco · a4 alfiere del nero · c4 re del nero · d4 pedone del bianco · e4 alfiere del bianco · a3 alfiere del bianco · e3 pedone del bianco · a2 re del bianco · b2 pedone del bianco · c2 cavallo del bianco · h2 donna del nero | c8 torre del nero · b7 donna del bianco · c7 cavallo del nero · c6 pedone del nero · a5 alfiere del nero · f5 cavallo del bianco · a4 alfiere del nero · c4 re del nero · d4 pedone del bianco · e4 alfiere del bianco · a3 alfiere del bianco · e3 pedone del bianco · a2 re del bianco · b2 pedone del bianco · c2 cavallo del bianco · h2 donna del nero | c8 torre del nero · b7 donna del bianco · c7 cavallo del nero · c6 pedone del nero · a5 alfiere del nero · f5 cavallo del bianco · a4 alfiere del nero · c4 re del nero · d4 pedone del bianco · e4 alfiere del bianco · a3 alfiere del bianco · e3 pedone del bianco · a2 re del bianco · b2 pedone del bianco · c2 cavallo del bianco · h2 donna del nero | c8 torre del nero · b7 donna del bianco · c7 cavallo del nero · c6 pedone del nero · a5 alfiere del nero · f5 cavallo del bianco · a4 alfiere del nero · c4 re del nero · d4 pedone del bianco · e4 alfiere del bianco · a3 alfiere del bianco · e3 pedone del bianco · a2 re del bianco · b2 pedone del bianco · c2 cavallo del bianco · h2 donna del nero | 5 |
| 4 | c8 torre del nero · b7 donna del bianco · c7 cavallo del nero · c6 pedone del nero · a5 alfiere del nero · f5 cavallo del bianco · a4 alfiere del nero · c4 re del nero · d4 pedone del bianco · e4 alfiere del bianco · a3 alfiere del bianco · e3 pedone del bianco · a2 re del bianco · b2 pedone del bianco · c2 cavallo del bianco · h2 donna del nero | c8 torre del nero · b7 donna del bianco · c7 cavallo del nero · c6 pedone del nero · a5 alfiere del nero · f5 cavallo del bianco · a4 alfiere del nero · c4 re del nero · d4 pedone del bianco · e4 alfiere del bianco · a3 alfiere del bianco · e3 pedone del bianco · a2 re del bianco · b2 pedone del bianco · c2 cavallo del bianco · h2 donna del nero | c8 torre del nero · b7 donna del bianco · c7 cavallo del nero · c6 pedone del nero · a5 alfiere del nero · f5 cavallo del bianco · a4 alfiere del nero · c4 re del nero · d4 pedone del bianco · e4 alfiere del bianco · a3 alfiere del bianco · e3 pedone del bianco · a2 re del bianco · b2 pedone del bianco · c2 cavallo del bianco · h2 donna del nero | c8 torre del nero · b7 donna del bianco · c7 cavallo del nero · c6 pedone del nero · a5 alfiere del nero · f5 cavallo del bianco · a4 alfiere del nero · c4 re del nero · d4 pedone del bianco · e4 alfiere del bianco · a3 alfiere del bianco · e3 pedone del bianco · a2 re del bianco · b2 pedone del bianco · c2 cavallo del bianco · h2 donna del nero | c8 torre del nero · b7 donna del bianco · c7 cavallo del nero · c6 pedone del nero · a5 alfiere del nero · f5 cavallo del bianco · a4 alfiere del nero · c4 re del nero · d4 pedone del bianco · e4 alfiere del bianco · a3 alfiere del bianco · e3 pedone del bianco · a2 re del bianco · b2 pedone del bianco · c2 cavallo del bianco · h2 donna del nero | c8 torre del nero · b7 donna del bianco · c7 cavallo del nero · c6 pedone del nero · a5 alfiere del nero · f5 cavallo del bianco · a4 alfiere del nero · c4 re del nero · d4 pedone del bianco · e4 alfiere del bianco · a3 alfiere del bianco · e3 pedone del bianco · a2 re del bianco · b2 pedone del bianco · c2 cavallo del bianco · h2 donna del nero | c8 torre del nero · b7 donna del bianco · c7 cavallo del nero · c6 pedone del nero · a5 alfiere del nero · f5 cavallo del bianco · a4 alfiere del nero · c4 re del nero · d4 pedone del bianco · e4 alfiere del bianco · a3 alfiere del bianco · e3 pedone del bianco · a2 re del bianco · b2 pedone del bianco · c2 cavallo del bianco · h2 donna del nero | c8 torre del nero · b7 donna del bianco · c7 cavallo del nero · c6 pedone del nero · a5 alfiere del nero · f5 cavallo del bianco · a4 alfiere del nero · c4 re del nero · d4 pedone del bianco · e4 alfiere del bianco · a3 alfiere del bianco · e3 pedone del bianco · a2 re del bianco · b2 pedone del bianco · c2 cavallo del bianco · h2 donna del nero | 4 |
| 3 | c8 torre del nero · b7 donna del bianco · c7 cavallo del nero · c6 pedone del nero · a5 alfiere del nero · f5 cavallo del bianco · a4 alfiere del nero · c4 re del nero · d4 pedone del bianco · e4 alfiere del bianco · a3 alfiere del bianco · e3 pedone del bianco · a2 re del bianco · b2 pedone del bianco · c2 cavallo del bianco · h2 donna del nero | c8 torre del nero · b7 donna del bianco · c7 cavallo del nero · c6 pedone del nero · a5 alfiere del nero · f5 cavallo del bianco · a4 alfiere del nero · c4 re del nero · d4 pedone del bianco · e4 alfiere del bianco · a3 alfiere del bianco · e3 pedone del bianco · a2 re del bianco · b2 pedone del bianco · c2 cavallo del bianco · h2 donna del nero | c8 torre del nero · b7 donna del bianco · c7 cavallo del nero · c6 pedone del nero · a5 alfiere del nero · f5 cavallo del bianco · a4 alfiere del nero · c4 re del nero · d4 pedone del bianco · e4 alfiere del bianco · a3 alfiere del bianco · e3 pedone del bianco · a2 re del bianco · b2 pedone del bianco · c2 cavallo del bianco · h2 donna del nero | c8 torre del nero · b7 donna del bianco · c7 cavallo del nero · c6 pedone del nero · a5 alfiere del nero · f5 cavallo del bianco · a4 alfiere del nero · c4 re del nero · d4 pedone del bianco · e4 alfiere del bianco · a3 alfiere del bianco · e3 pedone del bianco · a2 re del bianco · b2 pedone del bianco · c2 cavallo del bianco · h2 donna del nero | c8 torre del nero · b7 donna del bianco · c7 cavallo del nero · c6 pedone del nero · a5 alfiere del nero · f5 cavallo del bianco · a4 alfiere del nero · c4 re del nero · d4 pedone del bianco · e4 alfiere del bianco · a3 alfiere del bianco · e3 pedone del bianco · a2 re del bianco · b2 pedone del bianco · c2 cavallo del bianco · h2 donna del nero | c8 torre del nero · b7 donna del bianco · c7 cavallo del nero · c6 pedone del nero · a5 alfiere del nero · f5 cavallo del bianco · a4 alfiere del nero · c4 re del nero · d4 pedone del bianco · e4 alfiere del bianco · a3 alfiere del bianco · e3 pedone del bianco · a2 re del bianco · b2 pedone del bianco · c2 cavallo del bianco · h2 donna del nero | c8 torre del nero · b7 donna del bianco · c7 cavallo del nero · c6 pedone del nero · a5 alfiere del nero · f5 cavallo del bianco · a4 alfiere del nero · c4 re del nero · d4 pedone del bianco · e4 alfiere del bianco · a3 alfiere del bianco · e3 pedone del bianco · a2 re del bianco · b2 pedone del bianco · c2 cavallo del bianco · h2 donna del nero | c8 torre del nero · b7 donna del bianco · c7 cavallo del nero · c6 pedone del nero · a5 alfiere del nero · f5 cavallo del bianco · a4 alfiere del nero · c4 re del nero · d4 pedone del bianco · e4 alfiere del bianco · a3 alfiere del bianco · e3 pedone del bianco · a2 re del bianco · b2 pedone del bianco · c2 cavallo del bianco · h2 donna del nero | 3 |
| 2 | c8 torre del nero · b7 donna del bianco · c7 cavallo del nero · c6 pedone del nero · a5 alfiere del nero · f5 cavallo del bianco · a4 alfiere del nero · c4 re del nero · d4 pedone del bianco · e4 alfiere del bianco · a3 alfiere del bianco · e3 pedone del bianco · a2 re del bianco · b2 pedone del bianco · c2 cavallo del bianco · h2 donna del nero | c8 torre del nero · b7 donna del bianco · c7 cavallo del nero · c6 pedone del nero · a5 alfiere del nero · f5 cavallo del bianco · a4 alfiere del nero · c4 re del nero · d4 pedone del bianco · e4 alfiere del bianco · a3 alfiere del bianco · e3 pedone del bianco · a2 re del bianco · b2 pedone del bianco · c2 cavallo del bianco · h2 donna del nero | c8 torre del nero · b7 donna del bianco · c7 cavallo del nero · c6 pedone del nero · a5 alfiere del nero · f5 cavallo del bianco · a4 alfiere del nero · c4 re del nero · d4 pedone del bianco · e4 alfiere del bianco · a3 alfiere del bianco · e3 pedone del bianco · a2 re del bianco · b2 pedone del bianco · c2 cavallo del bianco · h2 donna del nero | c8 torre del nero · b7 donna del bianco · c7 cavallo del nero · c6 pedone del nero · a5 alfiere del nero · f5 cavallo del bianco · a4 alfiere del nero · c4 re del nero · d4 pedone del bianco · e4 alfiere del bianco · a3 alfiere del bianco · e3 pedone del bianco · a2 re del bianco · b2 pedone del bianco · c2 cavallo del bianco · h2 donna del nero | c8 torre del nero · b7 donna del bianco · c7 cavallo del nero · c6 pedone del nero · a5 alfiere del nero · f5 cavallo del bianco · a4 alfiere del nero · c4 re del nero · d4 pedone del bianco · e4 alfiere del bianco · a3 alfiere del bianco · e3 pedone del bianco · a2 re del bianco · b2 pedone del bianco · c2 cavallo del bianco · h2 donna del nero | c8 torre del nero · b7 donna del bianco · c7 cavallo del nero · c6 pedone del nero · a5 alfiere del nero · f5 cavallo del bianco · a4 alfiere del nero · c4 re del nero · d4 pedone del bianco · e4 alfiere del bianco · a3 alfiere del bianco · e3 pedone del bianco · a2 re del bianco · b2 pedone del bianco · c2 cavallo del bianco · h2 donna del nero | c8 torre del nero · b7 donna del bianco · c7 cavallo del nero · c6 pedone del nero · a5 alfiere del nero · f5 cavallo del bianco · a4 alfiere del nero · c4 re del nero · d4 pedone del bianco · e4 alfiere del bianco · a3 alfiere del bianco · e3 pedone del bianco · a2 re del bianco · b2 pedone del bianco · c2 cavallo del bianco · h2 donna del nero | c8 torre del nero · b7 donna del bianco · c7 cavallo del nero · c6 pedone del nero · a5 alfiere del nero · f5 cavallo del bianco · a4 alfiere del nero · c4 re del nero · d4 pedone del bianco · e4 alfiere del bianco · a3 alfiere del bianco · e3 pedone del bianco · a2 re del bianco · b2 pedone del bianco · c2 cavallo del bianco · h2 donna del nero | 2 |
| 1 | c8 torre del nero · b7 donna del bianco · c7 cavallo del nero · c6 pedone del nero · a5 alfiere del nero · f5 cavallo del bianco · a4 alfiere del nero · c4 re del nero · d4 pedone del bianco · e4 alfiere del bianco · a3 alfiere del bianco · e3 pedone del bianco · a2 re del bianco · b2 pedone del bianco · c2 cavallo del bianco · h2 donna del nero | c8 torre del nero · b7 donna del bianco · c7 cavallo del nero · c6 pedone del nero · a5 alfiere del nero · f5 cavallo del bianco · a4 alfiere del nero · c4 re del nero · d4 pedone del bianco · e4 alfiere del bianco · a3 alfiere del bianco · e3 pedone del bianco · a2 re del bianco · b2 pedone del bianco · c2 cavallo del bianco · h2 donna del nero | c8 torre del nero · b7 donna del bianco · c7 cavallo del nero · c6 pedone del nero · a5 alfiere del nero · f5 cavallo del bianco · a4 alfiere del nero · c4 re del nero · d4 pedone del bianco · e4 alfiere del bianco · a3 alfiere del bianco · e3 pedone del bianco · a2 re del bianco · b2 pedone del bianco · c2 cavallo del bianco · h2 donna del nero | c8 torre del nero · b7 donna del bianco · c7 cavallo del nero · c6 pedone del nero · a5 alfiere del nero · f5 cavallo del bianco · a4 alfiere del nero · c4 re del nero · d4 pedone del bianco · e4 alfiere del bianco · a3 alfiere del bianco · e3 pedone del bianco · a2 re del bianco · b2 pedone del bianco · c2 cavallo del bianco · h2 donna del nero | c8 torre del nero · b7 donna del bianco · c7 cavallo del nero · c6 pedone del nero · a5 alfiere del nero · f5 cavallo del bianco · a4 alfiere del nero · c4 re del nero · d4 pedone del bianco · e4 alfiere del bianco · a3 alfiere del bianco · e3 pedone del bianco · a2 re del bianco · b2 pedone del bianco · c2 cavallo del bianco · h2 donna del nero | c8 torre del nero · b7 donna del bianco · c7 cavallo del nero · c6 pedone del nero · a5 alfiere del nero · f5 cavallo del bianco · a4 alfiere del nero · c4 re del nero · d4 pedone del bianco · e4 alfiere del bianco · a3 alfiere del bianco · e3 pedone del bianco · a2 re del bianco · b2 pedone del bianco · c2 cavallo del bianco · h2 donna del nero | c8 torre del nero · b7 donna del bianco · c7 cavallo del nero · c6 pedone del nero · a5 alfiere del nero · f5 cavallo del bianco · a4 alfiere del nero · c4 re del nero · d4 pedone del bianco · e4 alfiere del bianco · a3 alfiere del bianco · e3 pedone del bianco · a2 re del bianco · b2 pedone del bianco · c2 cavallo del bianco · h2 donna del nero | c8 torre del nero · b7 donna del bianco · c7 cavallo del nero · c6 pedone del nero · a5 alfiere del nero · f5 cavallo del bianco · a4 alfiere del nero · c4 re del nero · d4 pedone del bianco · e4 alfiere del bianco · a3 alfiere del bianco · e3 pedone del bianco · a2 re del bianco · b2 pedone del bianco · c2 cavallo del bianco · h2 donna del nero | 1 |
|   | a | b | c | d | e | f | g | h |   |

Soluzione:
Chiave:  1. Af8 ! (min. 2. Ca3#)
1... Ab3+ 2. Dxb3#

1... Axc2 2. Dxc6#

1... Dxc2/d6 2. Cd6#

|   | a | b | c | d | e | f | g | h |   |
| 8 | f8 re del bianco · a7 pedone del nero · f7 pedone del bianco · b6 pedone del nero · e6 torre del bianco · f6 donna del bianco · h6 cavallo del bianco · c5 pedone del nero · d5 pedone del nero · f5 pedone del bianco · g5 pedone del nero · a4 pedone del bianco · c4 re del nero · d4 pedone del bianco · g4 torre del nero · c3 pedone del bianco · g3 pedone del bianco · h3 cavallo del bianco · a2 pedone del bianco · b2 pedone del bianco · f2 alfiere del nero · b1 alfiere del bianco · f1 cavallo del nero · h1 torre del nero | f8 re del bianco · a7 pedone del nero · f7 pedone del bianco · b6 pedone del nero · e6 torre del bianco · f6 donna del bianco · h6 cavallo del bianco · c5 pedone del nero · d5 pedone del nero · f5 pedone del bianco · g5 pedone del nero · a4 pedone del bianco · c4 re del nero · d4 pedone del bianco · g4 torre del nero · c3 pedone del bianco · g3 pedone del bianco · h3 cavallo del bianco · a2 pedone del bianco · b2 pedone del bianco · f2 alfiere del nero · b1 alfiere del bianco · f1 cavallo del nero · h1 torre del nero | f8 re del bianco · a7 pedone del nero · f7 pedone del bianco · b6 pedone del nero · e6 torre del bianco · f6 donna del bianco · h6 cavallo del bianco · c5 pedone del nero · d5 pedone del nero · f5 pedone del bianco · g5 pedone del nero · a4 pedone del bianco · c4 re del nero · d4 pedone del bianco · g4 torre del nero · c3 pedone del bianco · g3 pedone del bianco · h3 cavallo del bianco · a2 pedone del bianco · b2 pedone del bianco · f2 alfiere del nero · b1 alfiere del bianco · f1 cavallo del nero · h1 torre del nero | f8 re del bianco · a7 pedone del nero · f7 pedone del bianco · b6 pedone del nero · e6 torre del bianco · f6 donna del bianco · h6 cavallo del bianco · c5 pedone del nero · d5 pedone del nero · f5 pedone del bianco · g5 pedone del nero · a4 pedone del bianco · c4 re del nero · d4 pedone del bianco · g4 torre del nero · c3 pedone del bianco · g3 pedone del bianco · h3 cavallo del bianco · a2 pedone del bianco · b2 pedone del bianco · f2 alfiere del nero · b1 alfiere del bianco · f1 cavallo del nero · h1 torre del nero | f8 re del bianco · a7 pedone del nero · f7 pedone del bianco · b6 pedone del nero · e6 torre del bianco · f6 donna del bianco · h6 cavallo del bianco · c5 pedone del nero · d5 pedone del nero · f5 pedone del bianco · g5 pedone del nero · a4 pedone del bianco · c4 re del nero · d4 pedone del bianco · g4 torre del nero · c3 pedone del bianco · g3 pedone del bianco · h3 cavallo del bianco · a2 pedone del bianco · b2 pedone del bianco · f2 alfiere del nero · b1 alfiere del bianco · f1 cavallo del nero · h1 torre del nero | f8 re del bianco · a7 pedone del nero · f7 pedone del bianco · b6 pedone del nero · e6 torre del bianco · f6 donna del bianco · h6 cavallo del bianco · c5 pedone del nero · d5 pedone del nero · f5 pedone del bianco · g5 pedone del nero · a4 pedone del bianco · c4 re del nero · d4 pedone del bianco · g4 torre del nero · c3 pedone del bianco · g3 pedone del bianco · h3 cavallo del bianco · a2 pedone del bianco · b2 pedone del bianco · f2 alfiere del nero · b1 alfiere del bianco · f1 cavallo del nero · h1 torre del nero | f8 re del bianco · a7 pedone del nero · f7 pedone del bianco · b6 pedone del nero · e6 torre del bianco · f6 donna del bianco · h6 cavallo del bianco · c5 pedone del nero · d5 pedone del nero · f5 pedone del bianco · g5 pedone del nero · a4 pedone del bianco · c4 re del nero · d4 pedone del bianco · g4 torre del nero · c3 pedone del bianco · g3 pedone del bianco · h3 cavallo del bianco · a2 pedone del bianco · b2 pedone del bianco · f2 alfiere del nero · b1 alfiere del bianco · f1 cavallo del nero · h1 torre del nero | f8 re del bianco · a7 pedone del nero · f7 pedone del bianco · b6 pedone del nero · e6 torre del bianco · f6 donna del bianco · h6 cavallo del bianco · c5 pedone del nero · d5 pedone del nero · f5 pedone del bianco · g5 pedone del nero · a4 pedone del bianco · c4 re del nero · d4 pedone del bianco · g4 torre del nero · c3 pedone del bianco · g3 pedone del bianco · h3 cavallo del bianco · a2 pedone del bianco · b2 pedone del bianco · f2 alfiere del nero · b1 alfiere del bianco · f1 cavallo del nero · h1 torre del nero | 8 |
| 7 | f8 re del bianco · a7 pedone del nero · f7 pedone del bianco · b6 pedone del nero · e6 torre del bianco · f6 donna del bianco · h6 cavallo del bianco · c5 pedone del nero · d5 pedone del nero · f5 pedone del bianco · g5 pedone del nero · a4 pedone del bianco · c4 re del nero · d4 pedone del bianco · g4 torre del nero · c3 pedone del bianco · g3 pedone del bianco · h3 cavallo del bianco · a2 pedone del bianco · b2 pedone del bianco · f2 alfiere del nero · b1 alfiere del bianco · f1 cavallo del nero · h1 torre del nero | f8 re del bianco · a7 pedone del nero · f7 pedone del bianco · b6 pedone del nero · e6 torre del bianco · f6 donna del bianco · h6 cavallo del bianco · c5 pedone del nero · d5 pedone del nero · f5 pedone del bianco · g5 pedone del nero · a4 pedone del bianco · c4 re del nero · d4 pedone del bianco · g4 torre del nero · c3 pedone del bianco · g3 pedone del bianco · h3 cavallo del bianco · a2 pedone del bianco · b2 pedone del bianco · f2 alfiere del nero · b1 alfiere del bianco · f1 cavallo del nero · h1 torre del nero | f8 re del bianco · a7 pedone del nero · f7 pedone del bianco · b6 pedone del nero · e6 torre del bianco · f6 donna del bianco · h6 cavallo del bianco · c5 pedone del nero · d5 pedone del nero · f5 pedone del bianco · g5 pedone del nero · a4 pedone del bianco · c4 re del nero · d4 pedone del bianco · g4 torre del nero · c3 pedone del bianco · g3 pedone del bianco · h3 cavallo del bianco · a2 pedone del bianco · b2 pedone del bianco · f2 alfiere del nero · b1 alfiere del bianco · f1 cavallo del nero · h1 torre del nero | f8 re del bianco · a7 pedone del nero · f7 pedone del bianco · b6 pedone del nero · e6 torre del bianco · f6 donna del bianco · h6 cavallo del bianco · c5 pedone del nero · d5 pedone del nero · f5 pedone del bianco · g5 pedone del nero · a4 pedone del bianco · c4 re del nero · d4 pedone del bianco · g4 torre del nero · c3 pedone del bianco · g3 pedone del bianco · h3 cavallo del bianco · a2 pedone del bianco · b2 pedone del bianco · f2 alfiere del nero · b1 alfiere del bianco · f1 cavallo del nero · h1 torre del nero | f8 re del bianco · a7 pedone del nero · f7 pedone del bianco · b6 pedone del nero · e6 torre del bianco · f6 donna del bianco · h6 cavallo del bianco · c5 pedone del nero · d5 pedone del nero · f5 pedone del bianco · g5 pedone del nero · a4 pedone del bianco · c4 re del nero · d4 pedone del bianco · g4 torre del nero · c3 pedone del bianco · g3 pedone del bianco · h3 cavallo del bianco · a2 pedone del bianco · b2 pedone del bianco · f2 alfiere del nero · b1 alfiere del bianco · f1 cavallo del nero · h1 torre del nero | f8 re del bianco · a7 pedone del nero · f7 pedone del bianco · b6 pedone del nero · e6 torre del bianco · f6 donna del bianco · h6 cavallo del bianco · c5 pedone del nero · d5 pedone del nero · f5 pedone del bianco · g5 pedone del nero · a4 pedone del bianco · c4 re del nero · d4 pedone del bianco · g4 torre del nero · c3 pedone del bianco · g3 pedone del bianco · h3 cavallo del bianco · a2 pedone del bianco · b2 pedone del bianco · f2 alfiere del nero · b1 alfiere del bianco · f1 cavallo del nero · h1 torre del nero | f8 re del bianco · a7 pedone del nero · f7 pedone del bianco · b6 pedone del nero · e6 torre del bianco · f6 donna del bianco · h6 cavallo del bianco · c5 pedone del nero · d5 pedone del nero · f5 pedone del bianco · g5 pedone del nero · a4 pedone del bianco · c4 re del nero · d4 pedone del bianco · g4 torre del nero · c3 pedone del bianco · g3 pedone del bianco · h3 cavallo del bianco · a2 pedone del bianco · b2 pedone del bianco · f2 alfiere del nero · b1 alfiere del bianco · f1 cavallo del nero · h1 torre del nero | f8 re del bianco · a7 pedone del nero · f7 pedone del bianco · b6 pedone del nero · e6 torre del bianco · f6 donna del bianco · h6 cavallo del bianco · c5 pedone del nero · d5 pedone del nero · f5 pedone del bianco · g5 pedone del nero · a4 pedone del bianco · c4 re del nero · d4 pedone del bianco · g4 torre del nero · c3 pedone del bianco · g3 pedone del bianco · h3 cavallo del bianco · a2 pedone del bianco · b2 pedone del bianco · f2 alfiere del nero · b1 alfiere del bianco · f1 cavallo del nero · h1 torre del nero | 7 |
| 6 | f8 re del bianco · a7 pedone del nero · f7 pedone del bianco · b6 pedone del nero · e6 torre del bianco · f6 donna del bianco · h6 cavallo del bianco · c5 pedone del nero · d5 pedone del nero · f5 pedone del bianco · g5 pedone del nero · a4 pedone del bianco · c4 re del nero · d4 pedone del bianco · g4 torre del nero · c3 pedone del bianco · g3 pedone del bianco · h3 cavallo del bianco · a2 pedone del bianco · b2 pedone del bianco · f2 alfiere del nero · b1 alfiere del bianco · f1 cavallo del nero · h1 torre del nero | f8 re del bianco · a7 pedone del nero · f7 pedone del bianco · b6 pedone del nero · e6 torre del bianco · f6 donna del bianco · h6 cavallo del bianco · c5 pedone del nero · d5 pedone del nero · f5 pedone del bianco · g5 pedone del nero · a4 pedone del bianco · c4 re del nero · d4 pedone del bianco · g4 torre del nero · c3 pedone del bianco · g3 pedone del bianco · h3 cavallo del bianco · a2 pedone del bianco · b2 pedone del bianco · f2 alfiere del nero · b1 alfiere del bianco · f1 cavallo del nero · h1 torre del nero | f8 re del bianco · a7 pedone del nero · f7 pedone del bianco · b6 pedone del nero · e6 torre del bianco · f6 donna del bianco · h6 cavallo del bianco · c5 pedone del nero · d5 pedone del nero · f5 pedone del bianco · g5 pedone del nero · a4 pedone del bianco · c4 re del nero · d4 pedone del bianco · g4 torre del nero · c3 pedone del bianco · g3 pedone del bianco · h3 cavallo del bianco · a2 pedone del bianco · b2 pedone del bianco · f2 alfiere del nero · b1 alfiere del bianco · f1 cavallo del nero · h1 torre del nero | f8 re del bianco · a7 pedone del nero · f7 pedone del bianco · b6 pedone del nero · e6 torre del bianco · f6 donna del bianco · h6 cavallo del bianco · c5 pedone del nero · d5 pedone del nero · f5 pedone del bianco · g5 pedone del nero · a4 pedone del bianco · c4 re del nero · d4 pedone del bianco · g4 torre del nero · c3 pedone del bianco · g3 pedone del bianco · h3 cavallo del bianco · a2 pedone del bianco · b2 pedone del bianco · f2 alfiere del nero · b1 alfiere del bianco · f1 cavallo del nero · h1 torre del nero | f8 re del bianco · a7 pedone del nero · f7 pedone del bianco · b6 pedone del nero · e6 torre del bianco · f6 donna del bianco · h6 cavallo del bianco · c5 pedone del nero · d5 pedone del nero · f5 pedone del bianco · g5 pedone del nero · a4 pedone del bianco · c4 re del nero · d4 pedone del bianco · g4 torre del nero · c3 pedone del bianco · g3 pedone del bianco · h3 cavallo del bianco · a2 pedone del bianco · b2 pedone del bianco · f2 alfiere del nero · b1 alfiere del bianco · f1 cavallo del nero · h1 torre del nero | f8 re del bianco · a7 pedone del nero · f7 pedone del bianco · b6 pedone del nero · e6 torre del bianco · f6 donna del bianco · h6 cavallo del bianco · c5 pedone del nero · d5 pedone del nero · f5 pedone del bianco · g5 pedone del nero · a4 pedone del bianco · c4 re del nero · d4 pedone del bianco · g4 torre del nero · c3 pedone del bianco · g3 pedone del bianco · h3 cavallo del bianco · a2 pedone del bianco · b2 pedone del bianco · f2 alfiere del nero · b1 alfiere del bianco · f1 cavallo del nero · h1 torre del nero | f8 re del bianco · a7 pedone del nero · f7 pedone del bianco · b6 pedone del nero · e6 torre del bianco · f6 donna del bianco · h6 cavallo del bianco · c5 pedone del nero · d5 pedone del nero · f5 pedone del bianco · g5 pedone del nero · a4 pedone del bianco · c4 re del nero · d4 pedone del bianco · g4 torre del nero · c3 pedone del bianco · g3 pedone del bianco · h3 cavallo del bianco · a2 pedone del bianco · b2 pedone del bianco · f2 alfiere del nero · b1 alfiere del bianco · f1 cavallo del nero · h1 torre del nero | f8 re del bianco · a7 pedone del nero · f7 pedone del bianco · b6 pedone del nero · e6 torre del bianco · f6 donna del bianco · h6 cavallo del bianco · c5 pedone del nero · d5 pedone del nero · f5 pedone del bianco · g5 pedone del nero · a4 pedone del bianco · c4 re del nero · d4 pedone del bianco · g4 torre del nero · c3 pedone del bianco · g3 pedone del bianco · h3 cavallo del bianco · a2 pedone del bianco · b2 pedone del bianco · f2 alfiere del nero · b1 alfiere del bianco · f1 cavallo del nero · h1 torre del nero | 6 |
| 5 | f8 re del bianco · a7 pedone del nero · f7 pedone del bianco · b6 pedone del nero · e6 torre del bianco · f6 donna del bianco · h6 cavallo del bianco · c5 pedone del nero · d5 pedone del nero · f5 pedone del bianco · g5 pedone del nero · a4 pedone del bianco · c4 re del nero · d4 pedone del bianco · g4 torre del nero · c3 pedone del bianco · g3 pedone del bianco · h3 cavallo del bianco · a2 pedone del bianco · b2 pedone del bianco · f2 alfiere del nero · b1 alfiere del bianco · f1 cavallo del nero · h1 torre del nero | f8 re del bianco · a7 pedone del nero · f7 pedone del bianco · b6 pedone del nero · e6 torre del bianco · f6 donna del bianco · h6 cavallo del bianco · c5 pedone del nero · d5 pedone del nero · f5 pedone del bianco · g5 pedone del nero · a4 pedone del bianco · c4 re del nero · d4 pedone del bianco · g4 torre del nero · c3 pedone del bianco · g3 pedone del bianco · h3 cavallo del bianco · a2 pedone del bianco · b2 pedone del bianco · f2 alfiere del nero · b1 alfiere del bianco · f1 cavallo del nero · h1 torre del nero | f8 re del bianco · a7 pedone del nero · f7 pedone del bianco · b6 pedone del nero · e6 torre del bianco · f6 donna del bianco · h6 cavallo del bianco · c5 pedone del nero · d5 pedone del nero · f5 pedone del bianco · g5 pedone del nero · a4 pedone del bianco · c4 re del nero · d4 pedone del bianco · g4 torre del nero · c3 pedone del bianco · g3 pedone del bianco · h3 cavallo del bianco · a2 pedone del bianco · b2 pedone del bianco · f2 alfiere del nero · b1 alfiere del bianco · f1 cavallo del nero · h1 torre del nero | f8 re del bianco · a7 pedone del nero · f7 pedone del bianco · b6 pedone del nero · e6 torre del bianco · f6 donna del bianco · h6 cavallo del bianco · c5 pedone del nero · d5 pedone del nero · f5 pedone del bianco · g5 pedone del nero · a4 pedone del bianco · c4 re del nero · d4 pedone del bianco · g4 torre del nero · c3 pedone del bianco · g3 pedone del bianco · h3 cavallo del bianco · a2 pedone del bianco · b2 pedone del bianco · f2 alfiere del nero · b1 alfiere del bianco · f1 cavallo del nero · h1 torre del nero | f8 re del bianco · a7 pedone del nero · f7 pedone del bianco · b6 pedone del nero · e6 torre del bianco · f6 donna del bianco · h6 cavallo del bianco · c5 pedone del nero · d5 pedone del nero · f5 pedone del bianco · g5 pedone del nero · a4 pedone del bianco · c4 re del nero · d4 pedone del bianco · g4 torre del nero · c3 pedone del bianco · g3 pedone del bianco · h3 cavallo del bianco · a2 pedone del bianco · b2 pedone del bianco · f2 alfiere del nero · b1 alfiere del bianco · f1 cavallo del nero · h1 torre del nero | f8 re del bianco · a7 pedone del nero · f7 pedone del bianco · b6 pedone del nero · e6 torre del bianco · f6 donna del bianco · h6 cavallo del bianco · c5 pedone del nero · d5 pedone del nero · f5 pedone del bianco · g5 pedone del nero · a4 pedone del bianco · c4 re del nero · d4 pedone del bianco · g4 torre del nero · c3 pedone del bianco · g3 pedone del bianco · h3 cavallo del bianco · a2 pedone del bianco · b2 pedone del bianco · f2 alfiere del nero · b1 alfiere del bianco · f1 cavallo del nero · h1 torre del nero | f8 re del bianco · a7 pedone del nero · f7 pedone del bianco · b6 pedone del nero · e6 torre del bianco · f6 donna del bianco · h6 cavallo del bianco · c5 pedone del nero · d5 pedone del nero · f5 pedone del bianco · g5 pedone del nero · a4 pedone del bianco · c4 re del nero · d4 pedone del bianco · g4 torre del nero · c3 pedone del bianco · g3 pedone del bianco · h3 cavallo del bianco · a2 pedone del bianco · b2 pedone del bianco · f2 alfiere del nero · b1 alfiere del bianco · f1 cavallo del nero · h1 torre del nero | f8 re del bianco · a7 pedone del nero · f7 pedone del bianco · b6 pedone del nero · e6 torre del bianco · f6 donna del bianco · h6 cavallo del bianco · c5 pedone del nero · d5 pedone del nero · f5 pedone del bianco · g5 pedone del nero · a4 pedone del bianco · c4 re del nero · d4 pedone del bianco · g4 torre del nero · c3 pedone del bianco · g3 pedone del bianco · h3 cavallo del bianco · a2 pedone del bianco · b2 pedone del bianco · f2 alfiere del nero · b1 alfiere del bianco · f1 cavallo del nero · h1 torre del nero | 5 |
| 4 | f8 re del bianco · a7 pedone del nero · f7 pedone del bianco · b6 pedone del nero · e6 torre del bianco · f6 donna del bianco · h6 cavallo del bianco · c5 pedone del nero · d5 pedone del nero · f5 pedone del bianco · g5 pedone del nero · a4 pedone del bianco · c4 re del nero · d4 pedone del bianco · g4 torre del nero · c3 pedone del bianco · g3 pedone del bianco · h3 cavallo del bianco · a2 pedone del bianco · b2 pedone del bianco · f2 alfiere del nero · b1 alfiere del bianco · f1 cavallo del nero · h1 torre del nero | f8 re del bianco · a7 pedone del nero · f7 pedone del bianco · b6 pedone del nero · e6 torre del bianco · f6 donna del bianco · h6 cavallo del bianco · c5 pedone del nero · d5 pedone del nero · f5 pedone del bianco · g5 pedone del nero · a4 pedone del bianco · c4 re del nero · d4 pedone del bianco · g4 torre del nero · c3 pedone del bianco · g3 pedone del bianco · h3 cavallo del bianco · a2 pedone del bianco · b2 pedone del bianco · f2 alfiere del nero · b1 alfiere del bianco · f1 cavallo del nero · h1 torre del nero | f8 re del bianco · a7 pedone del nero · f7 pedone del bianco · b6 pedone del nero · e6 torre del bianco · f6 donna del bianco · h6 cavallo del bianco · c5 pedone del nero · d5 pedone del nero · f5 pedone del bianco · g5 pedone del nero · a4 pedone del bianco · c4 re del nero · d4 pedone del bianco · g4 torre del nero · c3 pedone del bianco · g3 pedone del bianco · h3 cavallo del bianco · a2 pedone del bianco · b2 pedone del bianco · f2 alfiere del nero · b1 alfiere del bianco · f1 cavallo del nero · h1 torre del nero | f8 re del bianco · a7 pedone del nero · f7 pedone del bianco · b6 pedone del nero · e6 torre del bianco · f6 donna del bianco · h6 cavallo del bianco · c5 pedone del nero · d5 pedone del nero · f5 pedone del bianco · g5 pedone del nero · a4 pedone del bianco · c4 re del nero · d4 pedone del bianco · g4 torre del nero · c3 pedone del bianco · g3 pedone del bianco · h3 cavallo del bianco · a2 pedone del bianco · b2 pedone del bianco · f2 alfiere del nero · b1 alfiere del bianco · f1 cavallo del nero · h1 torre del nero | f8 re del bianco · a7 pedone del nero · f7 pedone del bianco · b6 pedone del nero · e6 torre del bianco · f6 donna del bianco · h6 cavallo del bianco · c5 pedone del nero · d5 pedone del nero · f5 pedone del bianco · g5 pedone del nero · a4 pedone del bianco · c4 re del nero · d4 pedone del bianco · g4 torre del nero · c3 pedone del bianco · g3 pedone del bianco · h3 cavallo del bianco · a2 pedone del bianco · b2 pedone del bianco · f2 alfiere del nero · b1 alfiere del bianco · f1 cavallo del nero · h1 torre del nero | f8 re del bianco · a7 pedone del nero · f7 pedone del bianco · b6 pedone del nero · e6 torre del bianco · f6 donna del bianco · h6 cavallo del bianco · c5 pedone del nero · d5 pedone del nero · f5 pedone del bianco · g5 pedone del nero · a4 pedone del bianco · c4 re del nero · d4 pedone del bianco · g4 torre del nero · c3 pedone del bianco · g3 pedone del bianco · h3 cavallo del bianco · a2 pedone del bianco · b2 pedone del bianco · f2 alfiere del nero · b1 alfiere del bianco · f1 cavallo del nero · h1 torre del nero | f8 re del bianco · a7 pedone del nero · f7 pedone del bianco · b6 pedone del nero · e6 torre del bianco · f6 donna del bianco · h6 cavallo del bianco · c5 pedone del nero · d5 pedone del nero · f5 pedone del bianco · g5 pedone del nero · a4 pedone del bianco · c4 re del nero · d4 pedone del bianco · g4 torre del nero · c3 pedone del bianco · g3 pedone del bianco · h3 cavallo del bianco · a2 pedone del bianco · b2 pedone del bianco · f2 alfiere del nero · b1 alfiere del bianco · f1 cavallo del nero · h1 torre del nero | f8 re del bianco · a7 pedone del nero · f7 pedone del bianco · b6 pedone del nero · e6 torre del bianco · f6 donna del bianco · h6 cavallo del bianco · c5 pedone del nero · d5 pedone del nero · f5 pedone del bianco · g5 pedone del nero · a4 pedone del bianco · c4 re del nero · d4 pedone del bianco · g4 torre del nero · c3 pedone del bianco · g3 pedone del bianco · h3 cavallo del bianco · a2 pedone del bianco · b2 pedone del bianco · f2 alfiere del nero · b1 alfiere del bianco · f1 cavallo del nero · h1 torre del nero | 4 |
| 3 | f8 re del bianco · a7 pedone del nero · f7 pedone del bianco · b6 pedone del nero · e6 torre del bianco · f6 donna del bianco · h6 cavallo del bianco · c5 pedone del nero · d5 pedone del nero · f5 pedone del bianco · g5 pedone del nero · a4 pedone del bianco · c4 re del nero · d4 pedone del bianco · g4 torre del nero · c3 pedone del bianco · g3 pedone del bianco · h3 cavallo del bianco · a2 pedone del bianco · b2 pedone del bianco · f2 alfiere del nero · b1 alfiere del bianco · f1 cavallo del nero · h1 torre del nero | f8 re del bianco · a7 pedone del nero · f7 pedone del bianco · b6 pedone del nero · e6 torre del bianco · f6 donna del bianco · h6 cavallo del bianco · c5 pedone del nero · d5 pedone del nero · f5 pedone del bianco · g5 pedone del nero · a4 pedone del bianco · c4 re del nero · d4 pedone del bianco · g4 torre del nero · c3 pedone del bianco · g3 pedone del bianco · h3 cavallo del bianco · a2 pedone del bianco · b2 pedone del bianco · f2 alfiere del nero · b1 alfiere del bianco · f1 cavallo del nero · h1 torre del nero | f8 re del bianco · a7 pedone del nero · f7 pedone del bianco · b6 pedone del nero · e6 torre del bianco · f6 donna del bianco · h6 cavallo del bianco · c5 pedone del nero · d5 pedone del nero · f5 pedone del bianco · g5 pedone del nero · a4 pedone del bianco · c4 re del nero · d4 pedone del bianco · g4 torre del nero · c3 pedone del bianco · g3 pedone del bianco · h3 cavallo del bianco · a2 pedone del bianco · b2 pedone del bianco · f2 alfiere del nero · b1 alfiere del bianco · f1 cavallo del nero · h1 torre del nero | f8 re del bianco · a7 pedone del nero · f7 pedone del bianco · b6 pedone del nero · e6 torre del bianco · f6 donna del bianco · h6 cavallo del bianco · c5 pedone del nero · d5 pedone del nero · f5 pedone del bianco · g5 pedone del nero · a4 pedone del bianco · c4 re del nero · d4 pedone del bianco · g4 torre del nero · c3 pedone del bianco · g3 pedone del bianco · h3 cavallo del bianco · a2 pedone del bianco · b2 pedone del bianco · f2 alfiere del nero · b1 alfiere del bianco · f1 cavallo del nero · h1 torre del nero | f8 re del bianco · a7 pedone del nero · f7 pedone del bianco · b6 pedone del nero · e6 torre del bianco · f6 donna del bianco · h6 cavallo del bianco · c5 pedone del nero · d5 pedone del nero · f5 pedone del bianco · g5 pedone del nero · a4 pedone del bianco · c4 re del nero · d4 pedone del bianco · g4 torre del nero · c3 pedone del bianco · g3 pedone del bianco · h3 cavallo del bianco · a2 pedone del bianco · b2 pedone del bianco · f2 alfiere del nero · b1 alfiere del bianco · f1 cavallo del nero · h1 torre del nero | f8 re del bianco · a7 pedone del nero · f7 pedone del bianco · b6 pedone del nero · e6 torre del bianco · f6 donna del bianco · h6 cavallo del bianco · c5 pedone del nero · d5 pedone del nero · f5 pedone del bianco · g5 pedone del nero · a4 pedone del bianco · c4 re del nero · d4 pedone del bianco · g4 torre del nero · c3 pedone del bianco · g3 pedone del bianco · h3 cavallo del bianco · a2 pedone del bianco · b2 pedone del bianco · f2 alfiere del nero · b1 alfiere del bianco · f1 cavallo del nero · h1 torre del nero | f8 re del bianco · a7 pedone del nero · f7 pedone del bianco · b6 pedone del nero · e6 torre del bianco · f6 donna del bianco · h6 cavallo del bianco · c5 pedone del nero · d5 pedone del nero · f5 pedone del bianco · g5 pedone del nero · a4 pedone del bianco · c4 re del nero · d4 pedone del bianco · g4 torre del nero · c3 pedone del bianco · g3 pedone del bianco · h3 cavallo del bianco · a2 pedone del bianco · b2 pedone del bianco · f2 alfiere del nero · b1 alfiere del bianco · f1 cavallo del nero · h1 torre del nero | f8 re del bianco · a7 pedone del nero · f7 pedone del bianco · b6 pedone del nero · e6 torre del bianco · f6 donna del bianco · h6 cavallo del bianco · c5 pedone del nero · d5 pedone del nero · f5 pedone del bianco · g5 pedone del nero · a4 pedone del bianco · c4 re del nero · d4 pedone del bianco · g4 torre del nero · c3 pedone del bianco · g3 pedone del bianco · h3 cavallo del bianco · a2 pedone del bianco · b2 pedone del bianco · f2 alfiere del nero · b1 alfiere del bianco · f1 cavallo del nero · h1 torre del nero | 3 |
| 2 | f8 re del bianco · a7 pedone del nero · f7 pedone del bianco · b6 pedone del nero · e6 torre del bianco · f6 donna del bianco · h6 cavallo del bianco · c5 pedone del nero · d5 pedone del nero · f5 pedone del bianco · g5 pedone del nero · a4 pedone del bianco · c4 re del nero · d4 pedone del bianco · g4 torre del nero · c3 pedone del bianco · g3 pedone del bianco · h3 cavallo del bianco · a2 pedone del bianco · b2 pedone del bianco · f2 alfiere del nero · b1 alfiere del bianco · f1 cavallo del nero · h1 torre del nero | f8 re del bianco · a7 pedone del nero · f7 pedone del bianco · b6 pedone del nero · e6 torre del bianco · f6 donna del bianco · h6 cavallo del bianco · c5 pedone del nero · d5 pedone del nero · f5 pedone del bianco · g5 pedone del nero · a4 pedone del bianco · c4 re del nero · d4 pedone del bianco · g4 torre del nero · c3 pedone del bianco · g3 pedone del bianco · h3 cavallo del bianco · a2 pedone del bianco · b2 pedone del bianco · f2 alfiere del nero · b1 alfiere del bianco · f1 cavallo del nero · h1 torre del nero | f8 re del bianco · a7 pedone del nero · f7 pedone del bianco · b6 pedone del nero · e6 torre del bianco · f6 donna del bianco · h6 cavallo del bianco · c5 pedone del nero · d5 pedone del nero · f5 pedone del bianco · g5 pedone del nero · a4 pedone del bianco · c4 re del nero · d4 pedone del bianco · g4 torre del nero · c3 pedone del bianco · g3 pedone del bianco · h3 cavallo del bianco · a2 pedone del bianco · b2 pedone del bianco · f2 alfiere del nero · b1 alfiere del bianco · f1 cavallo del nero · h1 torre del nero | f8 re del bianco · a7 pedone del nero · f7 pedone del bianco · b6 pedone del nero · e6 torre del bianco · f6 donna del bianco · h6 cavallo del bianco · c5 pedone del nero · d5 pedone del nero · f5 pedone del bianco · g5 pedone del nero · a4 pedone del bianco · c4 re del nero · d4 pedone del bianco · g4 torre del nero · c3 pedone del bianco · g3 pedone del bianco · h3 cavallo del bianco · a2 pedone del bianco · b2 pedone del bianco · f2 alfiere del nero · b1 alfiere del bianco · f1 cavallo del nero · h1 torre del nero | f8 re del bianco · a7 pedone del nero · f7 pedone del bianco · b6 pedone del nero · e6 torre del bianco · f6 donna del bianco · h6 cavallo del bianco · c5 pedone del nero · d5 pedone del nero · f5 pedone del bianco · g5 pedone del nero · a4 pedone del bianco · c4 re del nero · d4 pedone del bianco · g4 torre del nero · c3 pedone del bianco · g3 pedone del bianco · h3 cavallo del bianco · a2 pedone del bianco · b2 pedone del bianco · f2 alfiere del nero · b1 alfiere del bianco · f1 cavallo del nero · h1 torre del nero | f8 re del bianco · a7 pedone del nero · f7 pedone del bianco · b6 pedone del nero · e6 torre del bianco · f6 donna del bianco · h6 cavallo del bianco · c5 pedone del nero · d5 pedone del nero · f5 pedone del bianco · g5 pedone del nero · a4 pedone del bianco · c4 re del nero · d4 pedone del bianco · g4 torre del nero · c3 pedone del bianco · g3 pedone del bianco · h3 cavallo del bianco · a2 pedone del bianco · b2 pedone del bianco · f2 alfiere del nero · b1 alfiere del bianco · f1 cavallo del nero · h1 torre del nero | f8 re del bianco · a7 pedone del nero · f7 pedone del bianco · b6 pedone del nero · e6 torre del bianco · f6 donna del bianco · h6 cavallo del bianco · c5 pedone del nero · d5 pedone del nero · f5 pedone del bianco · g5 pedone del nero · a4 pedone del bianco · c4 re del nero · d4 pedone del bianco · g4 torre del nero · c3 pedone del bianco · g3 pedone del bianco · h3 cavallo del bianco · a2 pedone del bianco · b2 pedone del bianco · f2 alfiere del nero · b1 alfiere del bianco · f1 cavallo del nero · h1 torre del nero | f8 re del bianco · a7 pedone del nero · f7 pedone del bianco · b6 pedone del nero · e6 torre del bianco · f6 donna del bianco · h6 cavallo del bianco · c5 pedone del nero · d5 pedone del nero · f5 pedone del bianco · g5 pedone del nero · a4 pedone del bianco · c4 re del nero · d4 pedone del bianco · g4 torre del nero · c3 pedone del bianco · g3 pedone del bianco · h3 cavallo del bianco · a2 pedone del bianco · b2 pedone del bianco · f2 alfiere del nero · b1 alfiere del bianco · f1 cavallo del nero · h1 torre del nero | 2 |
| 1 | f8 re del bianco · a7 pedone del nero · f7 pedone del bianco · b6 pedone del nero · e6 torre del bianco · f6 donna del bianco · h6 cavallo del bianco · c5 pedone del nero · d5 pedone del nero · f5 pedone del bianco · g5 pedone del nero · a4 pedone del bianco · c4 re del nero · d4 pedone del bianco · g4 torre del nero · c3 pedone del bianco · g3 pedone del bianco · h3 cavallo del bianco · a2 pedone del bianco · b2 pedone del bianco · f2 alfiere del nero · b1 alfiere del bianco · f1 cavallo del nero · h1 torre del nero | f8 re del bianco · a7 pedone del nero · f7 pedone del bianco · b6 pedone del nero · e6 torre del bianco · f6 donna del bianco · h6 cavallo del bianco · c5 pedone del nero · d5 pedone del nero · f5 pedone del bianco · g5 pedone del nero · a4 pedone del bianco · c4 re del nero · d4 pedone del bianco · g4 torre del nero · c3 pedone del bianco · g3 pedone del bianco · h3 cavallo del bianco · a2 pedone del bianco · b2 pedone del bianco · f2 alfiere del nero · b1 alfiere del bianco · f1 cavallo del nero · h1 torre del nero | f8 re del bianco · a7 pedone del nero · f7 pedone del bianco · b6 pedone del nero · e6 torre del bianco · f6 donna del bianco · h6 cavallo del bianco · c5 pedone del nero · d5 pedone del nero · f5 pedone del bianco · g5 pedone del nero · a4 pedone del bianco · c4 re del nero · d4 pedone del bianco · g4 torre del nero · c3 pedone del bianco · g3 pedone del bianco · h3 cavallo del bianco · a2 pedone del bianco · b2 pedone del bianco · f2 alfiere del nero · b1 alfiere del bianco · f1 cavallo del nero · h1 torre del nero | f8 re del bianco · a7 pedone del nero · f7 pedone del bianco · b6 pedone del nero · e6 torre del bianco · f6 donna del bianco · h6 cavallo del bianco · c5 pedone del nero · d5 pedone del nero · f5 pedone del bianco · g5 pedone del nero · a4 pedone del bianco · c4 re del nero · d4 pedone del bianco · g4 torre del nero · c3 pedone del bianco · g3 pedone del bianco · h3 cavallo del bianco · a2 pedone del bianco · b2 pedone del bianco · f2 alfiere del nero · b1 alfiere del bianco · f1 cavallo del nero · h1 torre del nero | f8 re del bianco · a7 pedone del nero · f7 pedone del bianco · b6 pedone del nero · e6 torre del bianco · f6 donna del bianco · h6 cavallo del bianco · c5 pedone del nero · d5 pedone del nero · f5 pedone del bianco · g5 pedone del nero · a4 pedone del bianco · c4 re del nero · d4 pedone del bianco · g4 torre del nero · c3 pedone del bianco · g3 pedone del bianco · h3 cavallo del bianco · a2 pedone del bianco · b2 pedone del bianco · f2 alfiere del nero · b1 alfiere del bianco · f1 cavallo del nero · h1 torre del nero | f8 re del bianco · a7 pedone del nero · f7 pedone del bianco · b6 pedone del nero · e6 torre del bianco · f6 donna del bianco · h6 cavallo del bianco · c5 pedone del nero · d5 pedone del nero · f5 pedone del bianco · g5 pedone del nero · a4 pedone del bianco · c4 re del nero · d4 pedone del bianco · g4 torre del nero · c3 pedone del bianco · g3 pedone del bianco · h3 cavallo del bianco · a2 pedone del bianco · b2 pedone del bianco · f2 alfiere del nero · b1 alfiere del bianco · f1 cavallo del nero · h1 torre del nero | f8 re del bianco · a7 pedone del nero · f7 pedone del bianco · b6 pedone del nero · e6 torre del bianco · f6 donna del bianco · h6 cavallo del bianco · c5 pedone del nero · d5 pedone del nero · f5 pedone del bianco · g5 pedone del nero · a4 pedone del bianco · c4 re del nero · d4 pedone del bianco · g4 torre del nero · c3 pedone del bianco · g3 pedone del bianco · h3 cavallo del bianco · a2 pedone del bianco · b2 pedone del bianco · f2 alfiere del nero · b1 alfiere del bianco · f1 cavallo del nero · h1 torre del nero | f8 re del bianco · a7 pedone del nero · f7 pedone del bianco · b6 pedone del nero · e6 torre del bianco · f6 donna del bianco · h6 cavallo del bianco · c5 pedone del nero · d5 pedone del nero · f5 pedone del bianco · g5 pedone del nero · a4 pedone del bianco · c4 re del nero · d4 pedone del bianco · g4 torre del nero · c3 pedone del bianco · g3 pedone del bianco · h3 cavallo del bianco · a2 pedone del bianco · b2 pedone del bianco · f2 alfiere del nero · b1 alfiere del bianco · f1 cavallo del nero · h1 torre del nero | 1 |
|   | a | b | c | d | e | f | g | h |   |

Soluzione:
Chiave: 1. Tc6 ! (min. 2. T×c5+ bxc5 3. Da6#)
1.… Txd4 2. Cg4 ∼ 3. Ce5#

(2... Axg3 3. Dxd4#; 2... Txg4/Te4 3. b3#)

1.… Axd4 2. Cf2 ... 3. Ad3#